# Эде (Гелдерланд)
Э́де (нидерл. Ede) — город и муниципальный район в провинции Гелдерланд в Нидерландах. Население города на 2012 год составляло около 68,5 тысяч человек, населённых пунктов — около 109 тысяч. Эде расположен между Утрехтом и Арнемом, на западе географической области Велюве. Муниципальный район Эде является одной из самых больших по площади в Нидерландах.
Центром муниципального района является город Эде. Кроме него, в муниципальный район входят восемь населённых пунктов: Беннеком, Векером, Де Кломп, Делен, Люнтерен, Оттерло, Харскамп, Хундерлоо (частично) и Эдервен. В посёлке Люнтерен находится географический центр Нидерландов. На территории муниципального района Эде также расположены большая часть национального парка Де-Хоге-Велюве и музей Крёллер-Мюллер, известный своей коллекцией картин Ван Гога.

## География
Муниципальный район Эде отличается разнообразием пейзажей. Существенную часть общины занимают леса, пустоши и песчаные дюны. Эде и Беннеком находятся на возвышенностях, что ранее при наводнениях Рейна создавало существенные преимущества для жилья. Исторически на высоко лежащих пастбищах разводили овец, на низко лежащих — коров, а на территориях между ними занимались земледелием.

## История
Церковь в Эде впервые упоминается под 1200 годом. В это время Эде принадлежало Утрехту. В XIV веке Эде находилось под властью мелких феодальных правителей Вианена. Местное управление Эде-Фелдхаузен (Ede-Veldhuizen) пользовалась широкой самостоятельностью, но платила графам Вианена налоги. В частности, в местном управлении были собственные законы. Решения до 1804 года принимались лишь единогласно, в 1804 году перешли к принятию решений большинством голосов. Решения местного управления записывались в специальную книгу (нидерл. buurtboek), первая сохранившаяся такая книга датируется 1596 годом (Buurt Ede-Veldhuizen).
Вскоре после реформации Эде приняло протестантство кальвинистского толка, однако Люнтерен ещё около ста лет оставался преимущественно католическим.
В 1840 году через Эде прошла железнодорожная линия Утрехт — Арнем, в 1902 году была также построена линия на Барневелд.